# Commitment to Life
Commitment to Life ist ein Dokumentarfilm von Jeffrey Schwarz, in dem der Regisseur zeigt, wie Hollywood ab Mitte der 1980er Jahre begonnen hatte, sich für Menschen aus der LGBT-Community und mit HIV zu engagieren. Der Film hatte im Februar 2023 beim Santa Barbara International Film Festival seine Premiere.

## Inhalt
„Es ist eine Geschichte darüber, wie Menschen aus allen Gesellschaftsschichten zusammenkamen, um den Kranken und Sterbenden ihre Liebe zu zeigen, als unsere eigene Regierung ihnen den Rücken kehrte. Es ist eine Geschichte darüber, wie wir kritische Infrastrukturen organisiert und aufgebaut haben, um füreinander zu sorgen und uns gegenseitig zu schützen“, so Regisseur Jeffrey Schwarz über seinen Film. Der Film beschäftigt sich auch mit der Entstehung des mit einem Oscar ausgezeichneten Films Philadelphia, mit der Entstehung der Roten Schleife und den Anfängen des Interessenverbandes Act Up und von APLA, Institutionen, die von der BIPOC-Community ins Leben gerufen wurden, um Geld für ihre Sache zu sammeln, teilweise mit der Unterstützung der einflussreichen Menschen in Hollywood.
APLA Health wurde 1983 ins Leben gerufen. Die gemeinnützige Organisation hat es sich zum Ziel gesetzt, das Wohlbefinden von Menschen aus der LGBT-Community und  mit HIV zu fördern. APLA Health gilt als größte HIV-Dienstleistungsorganisationen in den USA. Am 28. Juli 1985 veranstaltete APLA (damals AIDS Project Los Angeles) den weltweit ersten AIDS Walk. Nur wenige Tage zuvor hatte der Filmstar Rock Hudson erklärt, an AIDS erkrankt zu sein. Als Reaktion hierauf rief Elizabeth Taylor die Unterhaltungsbranche zum Kampf gegen die Krankheit auf und die Galaveranstaltung mit dem Namen „Commitment to Life“ (engl. für „Engagement für das Leben“) ins Leben, die am 19. September 1985 im Westin Bonaventure Hotel in Los Angeles stattfand, für die Gäste Eintrittskarten zwischen 250 und 500 US-Dollar pro Person erwerben konnten. Insgesamt wurden an dem von APLA veranstaltenden Abend rund 2.500 Gäste begrüßt.
Taylor erklärte im Rahmen der Gala bei einer Rede, die einzige Möglichkeit ihren an AIDS erkrankten Freunden zu helfen, sei es, sie finanziell zu unterstützen und ihnen Liebe zu schenken. Bei der Veranstaltung traten auch andere Künstler wie Cher, Stevie Wonder, Sammy Davis Jr., Carol Burnett, Burt Reynolds, Cindy Lauper, Rod Stewart und Jane Seymour auf. Zudem wurden dort unter anderem drei kleine Arbeiten von Andy Warhol, zwei Abendkleider von Nolan Miller, dem Designer der Fernsehserie Dynasty, und ein BMW versteigert.
Die Galas wurden bis in die 1990er Jahre fortgesetzt.

## Produktion

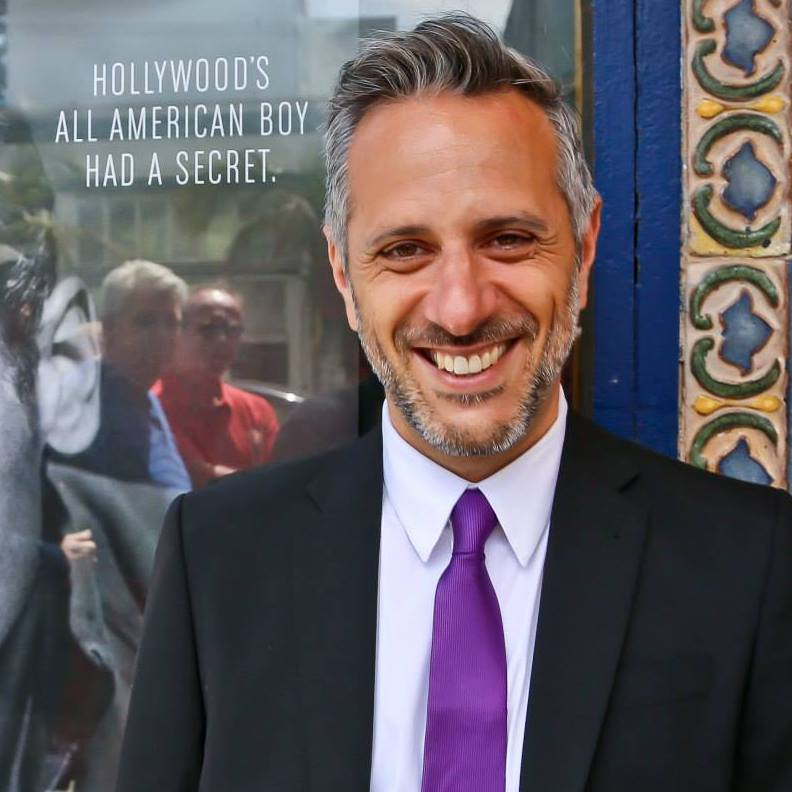
Regisseur Jeffrey Schwarz

Regie führte Jeffrey Schwarz, der unter anderem für die Filmbiografien Tab Hunter Confidential über Tab Hunter und I Am Divine über Divine bekannt ist. Der gebürtige New Yorker ist Absolvent der State University of New York at Purchase.
Mit der Produktion wurde im Dezember 2021 begonnen. Als Kameramann fungierte Adam Finmann. Die Filmmusik komponierte Allyson Newman.
Ein erster Clip wurde im Januar 2023 veröffentlicht. Die Premiere erfolgte am 11. Februar 2023 beim Santa Barbara International Film Festival. Ende Mai, Anfang Juni 2023 wurde er beim Inside Out Toronto 2SLGBTQ+ Film Festival gezeigt und hiernach bei Frameline47. Im März 2024 wurde er beim London LGBTQIA+ Film Festival vorgestellt.

## Auszeichnungen
Santa Barbara International Film Festival 2023
- Nominierung als Bester Dokumentarfilm (Jeffrey Schwarz)